# Ghana Juniors
Das Ghana Juniors (auch Ghana Junior International genannt) ist im Badminton die offene internationale Meisterschaft von Ghana für Junioren und damit das bedeutendste internationale Juniorenturnier in Ghana. Es wurde erstmals im August 2025 ausgetragen.

## Die Sieger
| Saison | Herreneinzel | Dameneinzel     | Herrendoppel                 | Damendoppel                            | Mixed                                      |
| ------ | ------------ | --------------- | ---------------------------- | -------------------------------------- | ------------------------------------------ |
| 2025   | Saidu Aliyu  | Malayka Mohamed | Saidu Aliyu Aderinola Samuel | Moslena Ama Korama Adu Rachael Quarcoo | Obapomba Adu-Mintah Moslena Ama Korama Adu |